# Giải bóng đá vô địch quốc gia Guam 2003
Thống kê của Giải bóng đá vô địch quốc gia Guam mùa giải 2003.

## Tổng quan
Guam Shipyard giành chức vô địch.